# Daphné garou
Daphne gnidium
Pour les articles homonymes, voir Garou (homonymie).
Espèce
Classification phylogénétique
Le Daphné garou, Garou (Daphne gnidium), Thymèle ou Saint-Bois est un arbuste de la famille des Thyméléacées.

## Description
C'est un arbrisseau, de 60 cm à 2 m de haut ou plus, à feuilles persistantes ou caduques, à rameaux minces très feuillés, lisses, cylindrique, pubérulents au sommet.
Les feuilles sont glabres, subcoriaces, linéaires ou ovales-oblongues, aiguës, glanduleuses dessous, de 20-50 × 3-10 mm.
La floraison a lieu de mai à septembre. Les fleurs blanches petites et tubulaires, poilues sur le calice, souvent odorantes sont groupées en panicules terminales.
Le fruit est une baie ovoïde, rouge orangé.
Cette autre espèce, du même genre botanique que Daphne mezereum, portant aussi des baies rouges (mais réparties le long des tiges), est également très toxique et avec des symptômes identiques.
Cette espèce se distingue de la précédente par le fait que les feuilles sont persistantes et se trouvent sur toute la longueur de la tige.

## Écologie
Le Garou est un arbuste des garrigues méditerranéennes et des sables atlantiques. On le trouve dans les lieux arides et sablonneux du Midi et du Sud-Ouest, de Provence, Languedoc, Roussillon, Gironde, Charente maritime, Vendée ; Corse et Région méditerranéenne.

## Toxicité
La plante contient des toxines : mézéréine et daphnine ;  toutes les parties de la plante sont considérées comme toxiques.

## Caractéristiques
- Organes reproducteurs :
  - Type d'inflorescence : racème simple ;
  - Répartition des sexes : hermaphrodite ;
  - Type de pollinisation : entomogame ;
  - Période de floraison : mai à septembre.

- Graine :
  - Type de fruit : baie ;
  - Mode de dissémination : endozoochore.

- Habitat et répartition :
  - Habitat type : matorrals méditerranéens ;
  - Aire de répartition : méditerranéen.

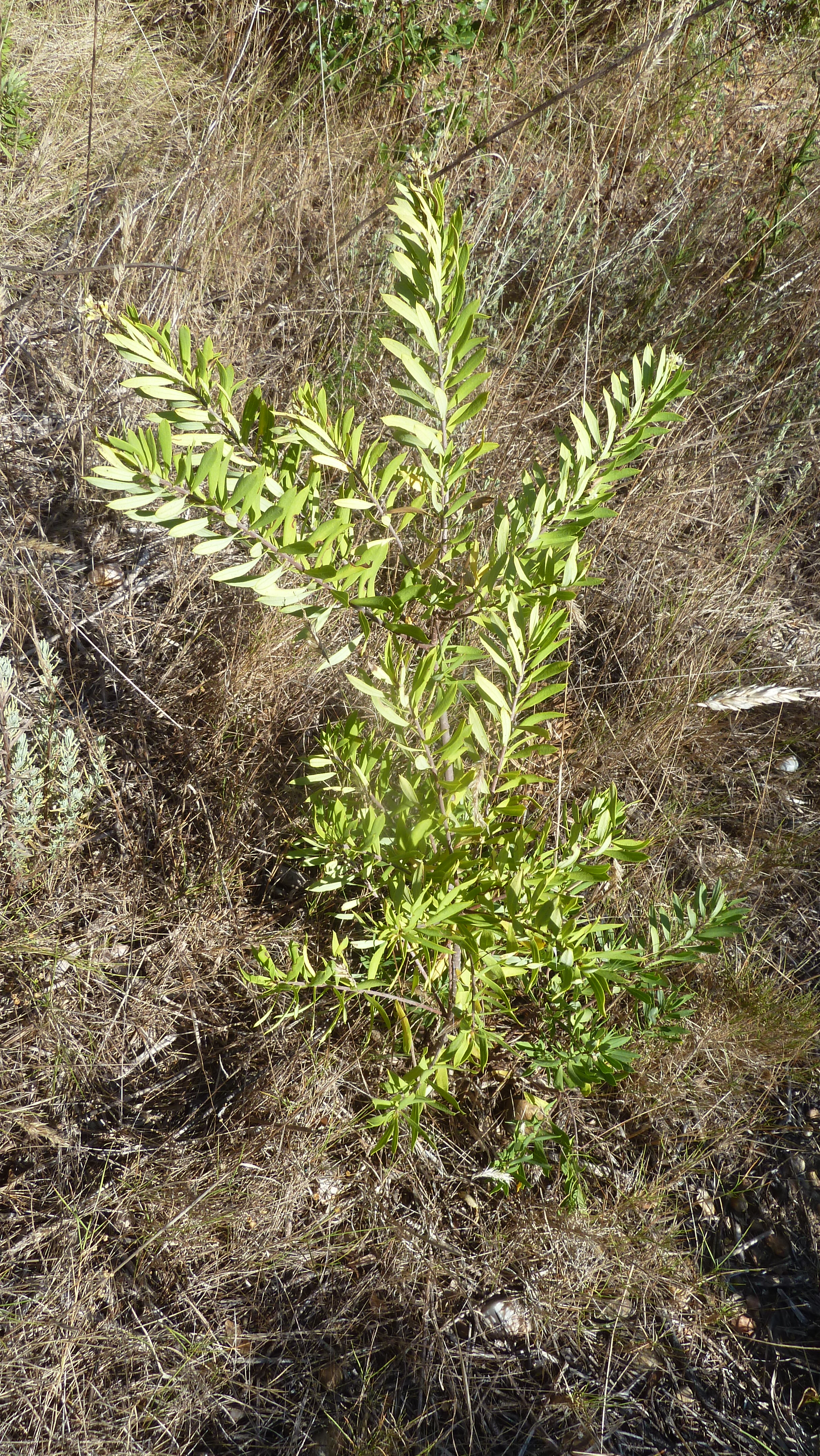
Daphné garou dans la garrigue
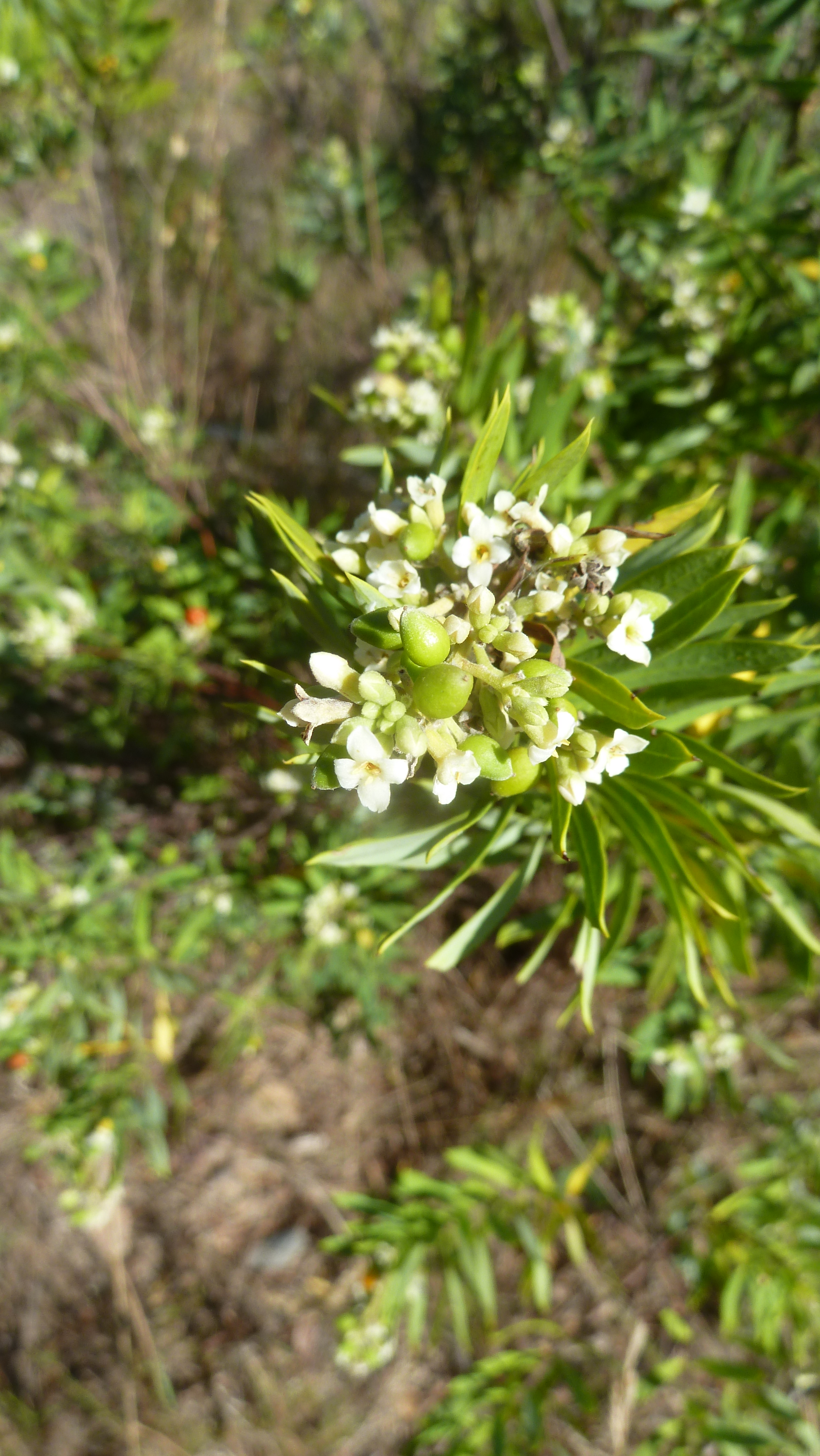
Floraison du Daphne gnidium dans la Garrigue
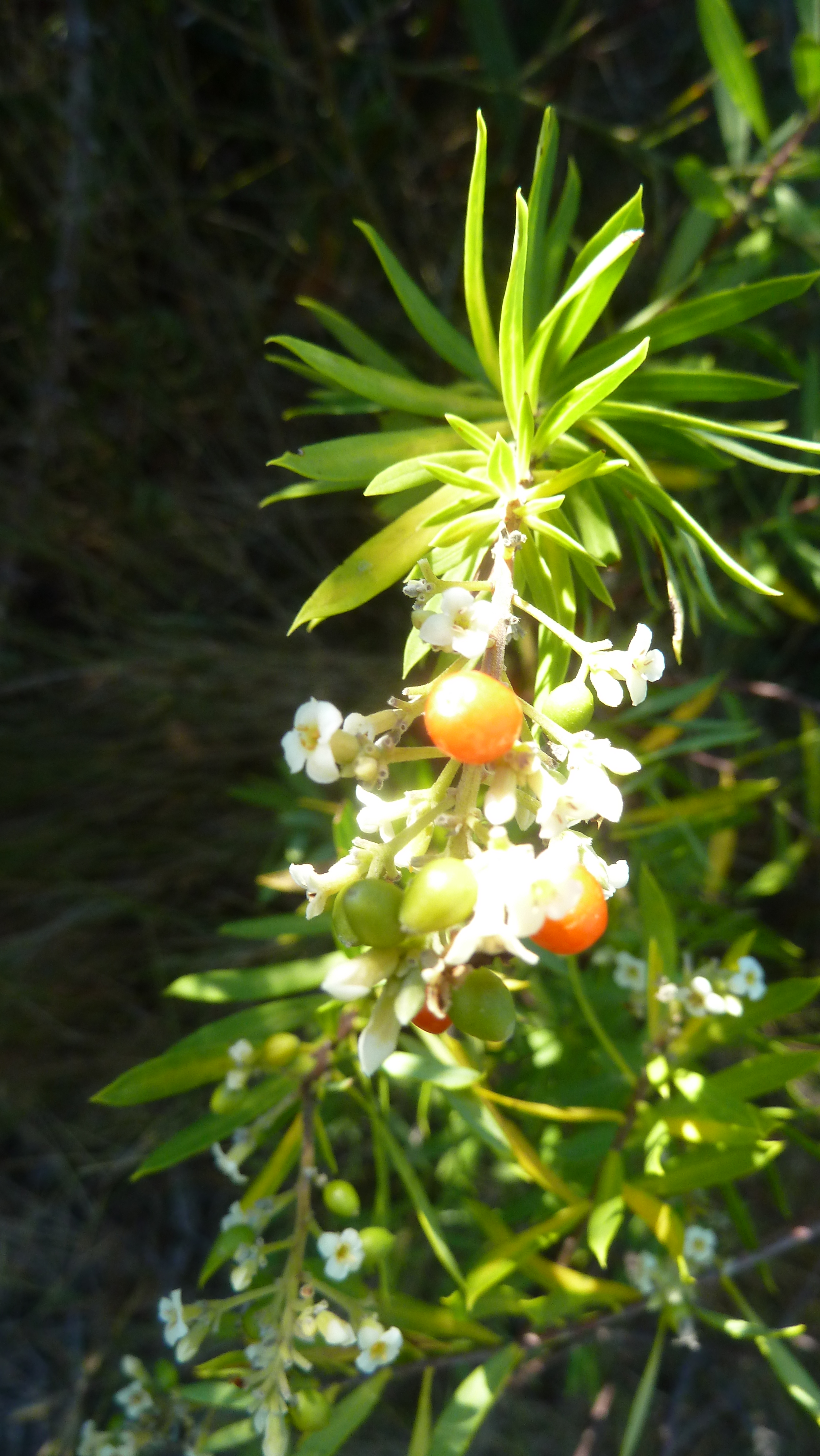
Fleurs et Fruits de Daphne gnidium dans la Garrigue
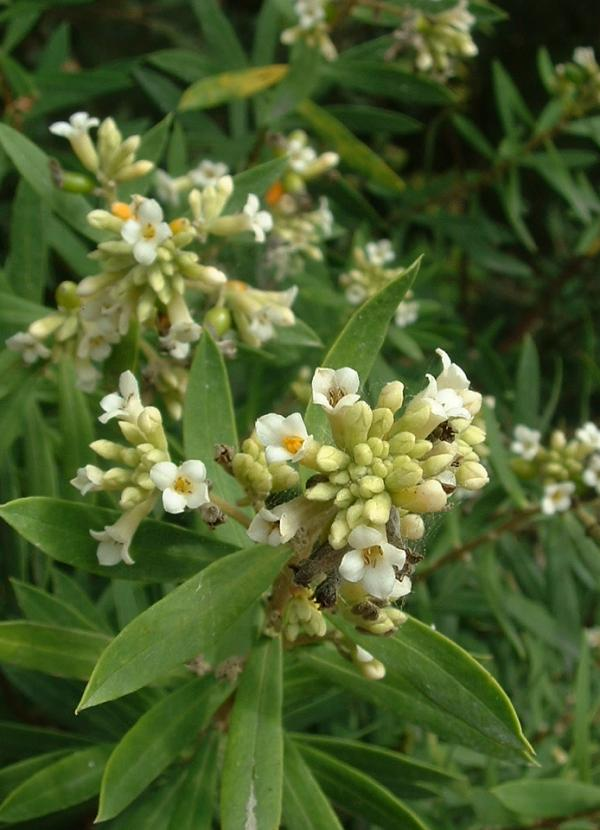
Inflorescences
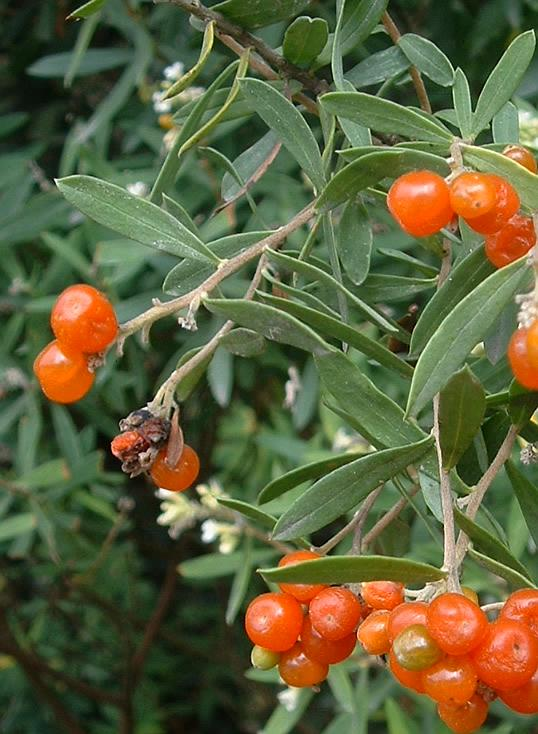
Fruits

## Utilisation médicinale
Anciennement, l'écorce des plantes du genre Daphne, et plus particulièrement du Daphné gnidium, aussi connu sous le nom de Saint-Bois (ou Sain-Bois), était utilisée sous forme de pommade aux propriétés épispastiques, irritant la peau, provoquant la formation d'ampoules.

## Statut
En France, cette espèce est protégée en région Aquitaine et dans les Pays de la Loire (Article 1).

## Symbolique

### Traditions populaires
Dans la Garrotxa (Catalogne), le daphné garou était traditionnellement cloué par les bergers sur les portes des enclos pour éloigner à la fois les puces et les sorcières.

### Calendrier républicain
Dans le calendrier républicain, le Thimèle était le nom attribué au 22e jour du mois de pluviôse.